# Berdianśka kosa
Berdianśka kosa (ukr. Бердянська коса) – ukraiński półwysep na Morzu Azowskim. Pod względem administracyjnym należy do obwodu zaporoskiego.

## Geografia
Berdianśka kosa jest wąską, piaszczystą mierzeją (tzw. kosą). Rozciąga się z północnego wschodu na południowy zachód na długości około 23 kilometrów. U nasady mierzei znajduje się ujście rzeki Berda i miasto Berdiańsk. Berdianśka kosa jest najwęższa (60–100 m) w części środkowej, najszersza (do 2 km) w części południowej. Na całej długości wschodniego wybrzeża rozciąga się plaża, natomiast zachodnie wybrzeże jest silnie rozczłonkowane. Znajdują się tam zatoczki porośnięte trzciną, zapewniające ptakom miejsca gniazdowania, oraz wyspy Wełykyj Dzendzyk i Małyj Dzendzyk.

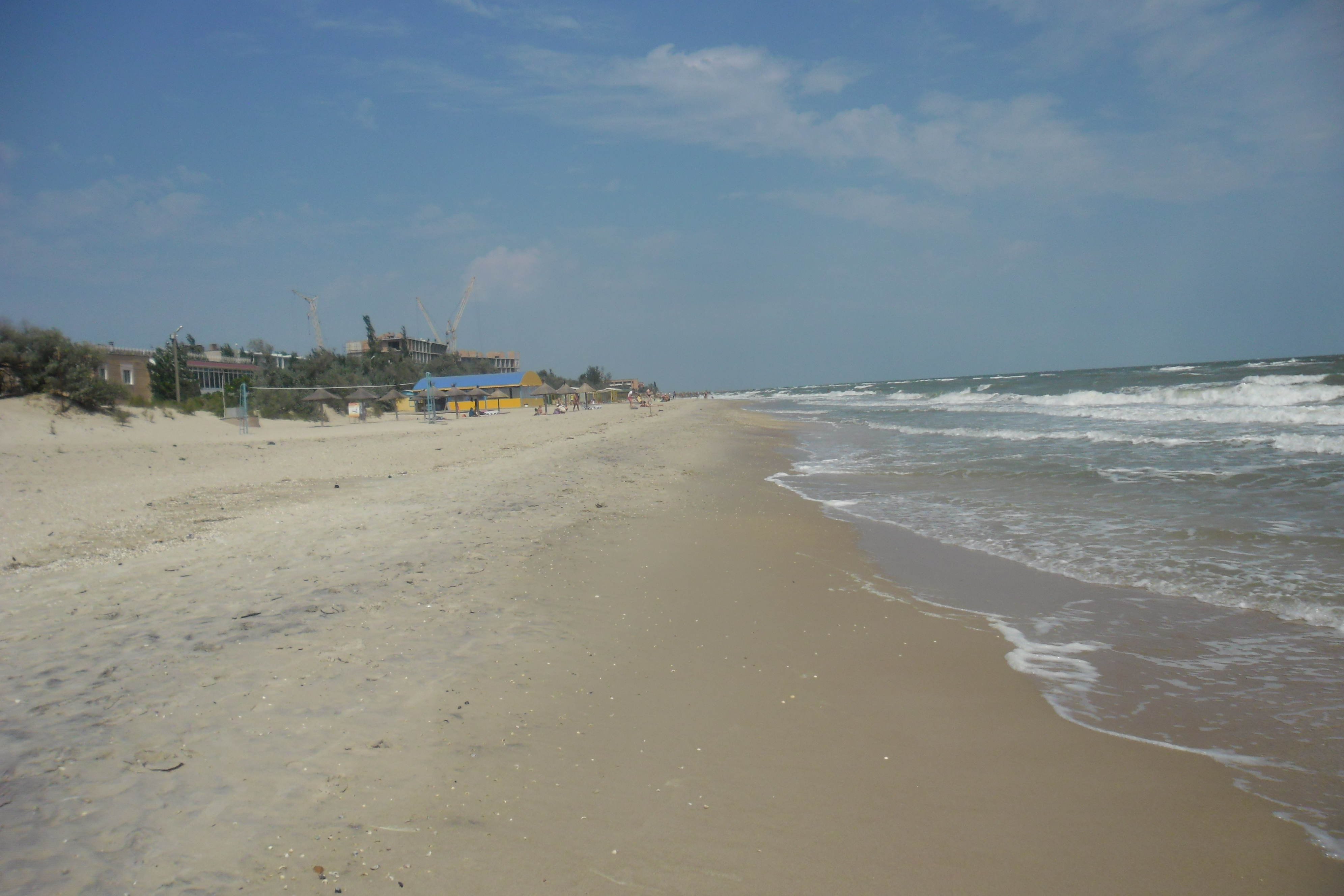
Plaża w południowej części mierzei

Kosę tworzą głównie osady piaszczyste z przekształconymi przez morze pozostałościami muszelek. Jej powierzchnia jest równinna, lekko pofalowana z piaszczystymi wzgórzami do 2–3 m i odrębnymi wydmami. Rośnie na niej ponad 200 gatunków roślin, w tym 20 endemitów. 
Mierzeja jest w dużej części zurbanizowana, zajęta przez kurorty i tereny rekreacyjne; znajduje się na niej ponad 70 instytucji, w tym ośrodki wypoczynkowe i sanatoria. Dojeżdża na nią marszrutka z Berdiańska. W efekcie przekształceń antropogenicznych zanikł proces naturalnej odbudowy Berdianśkiej kosy: w XX wieku jej powierzchnia zmniejszyła się z 950,8 ha do 670,4 ha.